# Drzewo rurowe
Drzewo rurowe (ang. Wind chimes, Bar chimes, Chimes tree, pol. Drzewko, fr. chapeau chinois, czyli chiński kapelusz)  – instrument perkusyjny (perkusja pomocnicza, 111.242.221 w klasyfikacji Hornbostela-Sachsa). Określa ona ten rodzaj instrumentu jako „ Sets of hanging bells without internal strikers”, czyli zestaw powieszanych dzwonków bez wewnętrznej uderzającej pałki.
Podwieszana na sznurkach wiązka rezonujących, brzęczących kawałków metalu, szkła była używana od czasów najdawniejszych w różnych kulturach Azji: na Bali, w Tybecie, Japonii. Najczęściej instrument pełnił funkcje kultowe. W buddyzmie powstało wiele odmian dzwonków podwieszanych u wejścia do świątyni i poruszanych wiatrem. W Chinach i Japonii stał się elementem wystroju domu. W XIX i XX wieku zdobył popularność w krajach kultury zachodniej – w Europie i Ameryce.
Wersja nowoczesna używana w orkiestrze symfonicznej, w muzyce filmowej i w jazzie.
W 1967 roku w Los Angeles została wynaleziona i opatentowana wersja instrumentu Mark Tree® bar chime przez nowojorskiego perkusistę Marka Stevensa
. Początkowo nie miał nazwy – na cześć muzyka perkusista Emil Richards nazwał go jego imieniem.

## Budowa
Instrument zbudowany jest z drewnianego drążka, do którego sznurkami przywiązane są małe metalowe rurki (od 20 do 40 rurek z aluminium, szkła lub mosiądzu). Średnica rurek to zazwyczaj mniej niż pół cala, często 3/8''.

## Technika gry i charakterystyka dźwięku
Rurki można uderzać pałeczką lub ręką. Charakterystyczna techniką wykonawczą jest glissando – wystarczy przejechać np. palcem po wszystkich rurkach –  w tym celu rurki są strojone.
Dźwięk ma złożony, jasny tembr. Po zagraniu należy odczekać około 6 sekund, by dźwięk rozszedł się w przestrzeni. W przeciwieństwie do dzwonów rurowych, drzewo rurowe rzadko daje czysty dźwięk i jest konkretnie nastrojone. Produkuje nieharmoniczne spektrum. Istnieje specjalna notacja dla instrumentu.

## Wykorzystanie
Instrument należy do grupy perkusji pomocniczej i jest używany do tworzenia specjalnych, „egzotycznych” efektów dźwiękowych. Nie jest samodzielnym instrumentem. Jest wykorzystywane we współczesnej muzyce klasycznej, popularnej, filmowej oraz w telewizji.
Instrumentu użyli: Per Nørgård, John Zorn i Frank Zappa. Był wykorzystany w serialu Aniołki Charliego.